# If You Don't Know Me by Now
If You Don't Know Me by Now is een lied geschreven door Kenny Gamble en Leon Huff en voor het eerst succesvol uitgebracht door Harold Melvin & The Blue Notes, vervolgens Simply Red en in Nederland door Ben Saunders. Het lied is echter geschreven voor Labelle, die het niet opnamen; vervolgens waren The Dells aan de beurt, ook zij lieten het links liggen.

## Harold Melvin & The Blue Notes
Harold Melvin & The Blue Notes kregen een platencontract bij het platenlabel Philadelphia International van Gamble en Huff en mochten het nummer opnemen. Het plaatje belandde zomaar op de derde plaats in de Billboard Hot 100 en werd nummer 1 in de bijbehorende r&b-lijst. Leadzanger was destijds Teddy Pendergrass; het nummer kwam ook terecht op het eerste studioalbum Harold Melvin & The Blue Notes. B-kant was Let me into your world. Patti LaBelle nam dit nummer daarna in 1985 op voor het album Patti.

### Hitnoteringen

#### Nederlandse Top 40
| Hitnotering: 03-03-1973 t/m 07-04-1973 | Hitnotering: 03-03-1973 t/m 07-04-1973 | Hitnotering: 03-03-1973 t/m 07-04-1973 | Hitnotering: 03-03-1973 t/m 07-04-1973 | Hitnotering: 03-03-1973 t/m 07-04-1973 | Hitnotering: 03-03-1973 t/m 07-04-1973 | Hitnotering: 03-03-1973 t/m 07-04-1973 | Hitnotering: 03-03-1973 t/m 07-04-1973 |
| Week:                                  | 1                                      | 2                                      | 3                                      | 4                                      | 5                                      | 6                                      |                                        |
| -------------------------------------- | -------------------------------------- | -------------------------------------- | -------------------------------------- | -------------------------------------- | -------------------------------------- | -------------------------------------- | -------------------------------------- |
| Positie:                               | 31                                     | 22                                     | 19                                     | 18                                     | 32                                     | 33                                     | uit                                    |

#### NederlandseSingle Top 100
| Hitnotering: 03-03-1973 t/m 24-03-1973 | Hitnotering: 03-03-1973 t/m 24-03-1973 | Hitnotering: 03-03-1973 t/m 24-03-1973 | Hitnotering: 03-03-1973 t/m 24-03-1973 | Hitnotering: 03-03-1973 t/m 24-03-1973 | Hitnotering: 03-03-1973 t/m 24-03-1973 |
| Week:                                  | 1                                      | 2                                      | 3                                      | 4                                      |                                        |
| -------------------------------------- | -------------------------------------- | -------------------------------------- | -------------------------------------- | -------------------------------------- | -------------------------------------- |
| Positie:                               | 22                                     | 17                                     | 12                                     | 14                                     | uit                                    |

## Simply Red
In 1989 coverde Simply Red het nummer, dat succesvoller werd dan het origineel. In de Verenigde Staten haalde het de nummer 1-positie in de Billboard Hot 100 en de 38e plaats in de Hot Black singlelijst. Het verscheen op de volgende schijfjes:

### Media
7" single
1. "If You Don't Know Me By Now" (3:23)
2. "Move on out" (recorded Live Manchester on February 22, 1989) (5:18)

12" single
1. "If You Don't Know Me By Now" (3:23)
2. "Move on out" (recorded live Manchester on February 22, 1989) (5:18)
3. "Shine" (recorded live Manchester on February 22, 1989) (3:30)

3" cd-single
1. "If You Don't Know Me By Now" (3:23)
2. "Move on out" (recorded live Manchester on February 22, 1989) (5:18)
3. "Shine" (recorded live Manchester on February 22, 1989) (3:30)
4. "Sugar Daddy" (3:30)

### Hitnoteringen

#### Nederlandse Top 40
| Hitnotering: 29-04-1989 t/m 15-07-1989 | Hitnotering: 29-04-1989 t/m 15-07-1989 | Hitnotering: 29-04-1989 t/m 15-07-1989 | Hitnotering: 29-04-1989 t/m 15-07-1989 | Hitnotering: 29-04-1989 t/m 15-07-1989 | Hitnotering: 29-04-1989 t/m 15-07-1989 | Hitnotering: 29-04-1989 t/m 15-07-1989 | Hitnotering: 29-04-1989 t/m 15-07-1989 | Hitnotering: 29-04-1989 t/m 15-07-1989 | Hitnotering: 29-04-1989 t/m 15-07-1989 | Hitnotering: 29-04-1989 t/m 15-07-1989 | Hitnotering: 29-04-1989 t/m 15-07-1989 | Hitnotering: 29-04-1989 t/m 15-07-1989 | Hitnotering: 29-04-1989 t/m 15-07-1989 |
| Week:                                  | 1                                      | 2                                      | 3                                      | 4                                      | 5                                      | 6                                      | 7                                      | 8                                      | 9                                      | 10                                     | 11                                     | 12                                     |                                        |
| -------------------------------------- | -------------------------------------- | -------------------------------------- | -------------------------------------- | -------------------------------------- | -------------------------------------- | -------------------------------------- | -------------------------------------- | -------------------------------------- | -------------------------------------- | -------------------------------------- | -------------------------------------- | -------------------------------------- | -------------------------------------- |
| Positie:                               | 37                                     | 20                                     | 12                                     | 10                                     | 8                                      | 4                                      | 3                                      | 3                                      | 5                                      | 11                                     | 18                                     | 34                                     | uit                                    |

#### NederlandseSingle Top 100
| Hitnotering: 29-04-1989 t/m 12-08-1989 | Hitnotering: 29-04-1989 t/m 12-08-1989 | Hitnotering: 29-04-1989 t/m 12-08-1989 | Hitnotering: 29-04-1989 t/m 12-08-1989 | Hitnotering: 29-04-1989 t/m 12-08-1989 | Hitnotering: 29-04-1989 t/m 12-08-1989 | Hitnotering: 29-04-1989 t/m 12-08-1989 | Hitnotering: 29-04-1989 t/m 12-08-1989 | Hitnotering: 29-04-1989 t/m 12-08-1989 | Hitnotering: 29-04-1989 t/m 12-08-1989 | Hitnotering: 29-04-1989 t/m 12-08-1989 | Hitnotering: 29-04-1989 t/m 12-08-1989 | Hitnotering: 29-04-1989 t/m 12-08-1989 | Hitnotering: 29-04-1989 t/m 12-08-1989 | Hitnotering: 29-04-1989 t/m 12-08-1989 | Hitnotering: 29-04-1989 t/m 12-08-1989 | Hitnotering: 29-04-1989 t/m 12-08-1989 | Hitnotering: 29-04-1989 t/m 12-08-1989 |
| Week:                                  | 1                                      | 2                                      | 3                                      | 4                                      | 5                                      | 6                                      | 7                                      | 8                                      | 9                                      | 10                                     | 11                                     | 12                                     | 13                                     | 14                                     | 15                                     | 16                                     |                                        |
| -------------------------------------- | -------------------------------------- | -------------------------------------- | -------------------------------------- | -------------------------------------- | -------------------------------------- | -------------------------------------- | -------------------------------------- | -------------------------------------- | -------------------------------------- | -------------------------------------- | -------------------------------------- | -------------------------------------- | -------------------------------------- | -------------------------------------- | -------------------------------------- | -------------------------------------- | -------------------------------------- |
| Positie:                               | 50                                     | 30                                     | 18                                     | 11                                     | 7                                      | 7                                      | 5                                      | 5                                      | 7                                      | 8                                      | 15                                     | 25                                     | 34                                     | 54                                     | 72                                     | 99                                     | uit                                    |

#### NPO Radio 2 Top 2000
| Nummer met noteringen in de NPO Radio 2 Top 2000 | '04  | '05  | '06  | '07  | '08  | '09  | '10 | '11 | '12  | '13 | '14 | '15 | '16 | '17  | '18  | '19  | '20  | '21  | '22  | '23  | '24  |
| ------------------------------------------------ | ---- | ---- | ---- | ---- | ---- | ---- | --- | --- | ---- | --- | --- | --- | --- | ---- | ---- | ---- | ---- | ---- | ---- | ---- | ---- |
| If You Don't Know Me by Now                      | 1057 | 1005 | 1039 | 1276 | 1349 | 1155 | 897 | 830 | 1132 | 857 | 971 | 869 | 982 | 1057 | 1159 | 1135 | 1032 | 1084 | 1486 | 1401 | 1597 |

1. ↑  Een vetgedrukt getal geeft de hoogste notering aan.
2. ↑  2004 was het eerste jaar met een notering voor dit nummer.

## Seal
Seal nam het nummer op in 2008 voor zijn album Soul en bracht het als single uit; het haalde geen hitparade.

## Ben Saunders
Ben Saunders bracht het nummer in 2010 uit nadat hij het eerst had gezongen in The voice of Holland. Het nummer verkocht daarop zo goed, dat het op nummer 1 terechtkwam in de Single Top 100.

### Hitnoteringen

#### Nederlandse Top 40
| Positie: | 16 | 11 | 13 | 28 | 35 | 37 | uit |

#### NederlandseSingle Top 100
| Hitnotering: 04-12-2010 t/m 26-02-2011 | Hitnotering: 04-12-2010 t/m 26-02-2011 | Hitnotering: 04-12-2010 t/m 26-02-2011 | Hitnotering: 04-12-2010 t/m 26-02-2011 | Hitnotering: 04-12-2010 t/m 26-02-2011 | Hitnotering: 04-12-2010 t/m 26-02-2011 | Hitnotering: 04-12-2010 t/m 26-02-2011 | Hitnotering: 04-12-2010 t/m 26-02-2011 | Hitnotering: 04-12-2010 t/m 26-02-2011 | Hitnotering: 04-12-2010 t/m 26-02-2011 | Hitnotering: 04-12-2010 t/m 26-02-2011 | Hitnotering: 04-12-2010 t/m 26-02-2011 | Hitnotering: 04-12-2010 t/m 26-02-2011 | Hitnotering: 04-12-2010 t/m 26-02-2011 | Hitnotering: 04-12-2010 t/m 26-02-2011 |
| Week:                                  | 1                                      | 2                                      | 3                                      | 4                                      | 5                                      | 6                                      | 7                                      | 8                                      | 9                                      | 10                                     | 11                                     | 12                                     | 13                                     |                                        |
| -------------------------------------- | -------------------------------------- | -------------------------------------- | -------------------------------------- | -------------------------------------- | -------------------------------------- | -------------------------------------- | -------------------------------------- | -------------------------------------- | -------------------------------------- | -------------------------------------- | -------------------------------------- | -------------------------------------- | -------------------------------------- | -------------------------------------- |
| Positie:                               | 1                                      | 3                                      | 6                                      | 24                                     | 26                                     | 21                                     | 18                                     | 12                                     | 10                                     | 16                                     | 33                                     | 57                                     | 80                                     | uit                                    |

## Anderen
- Ricky Gervais
- La Toya Jackson
- Gerald Albright
- Ciara (sample) 2009 voor Never ever.